# Hordeeae
Hordeeae es una tribu de hierbas de la familia Poaceae. El género tipo es: Hordeum L. Tiene las siguientes subtribus:

## Subtribus
- Hordeinae
- Triticinae